# 문성중학교 (서울)
문성중학교(文成中學校)는 대한민국 서울특별시 금천구 독산동에 있는 공립 중학교이다.

## 학교 연혁
- 1990년 1월 20일 : 학교 설립 인가(36학급)
- 1990년 2월 10일 : 제1학년 12학급 배정
- 1990년 3월 1일 : 초대 백필균 교장 취임
- 1990년 3월 5일 : 제1회 입학식(625명)
- 1990년 5월 4일 : 개교식
- 2020년 9월 1일 : 제10대 최병섭 교장 취임
- 2023년 1월 4일 : 제31회 졸업식
- 2023년 3월 2일 : 제34회 입학식

## 참고 자료
- 문성중학교 - 한국교육학술정보원 학교알리미